# Липкин-Шахак, Амнон
Амнон Ли́пкин-Ша́хак (ивр. אמנון ליפקין-שחק‎; 18 марта 1944, Тель-Авив — 19 декабря 2012, Иерусалим) — израильский военный и государственный деятель. 15-й Начальник Генерального штаба Армии обороны Израиля, депутат кнессета.

## Биография
Липкин-Шахак родился в Тель-Авиве 18 марта 1944 года. В 1962 году начал военную карьеру в бригаде «Цанханим». После Шестидневной войны, назначен командиром батальона «Духифат». В 1973 году принимал участие в спецоперации «Весна молодости» в Бейруте. В 1977 году назначен командиром бригады «Цанханим». С 1983 по 1986 занимал пост Командующего Центральным военным округом. После этого был главой Управления разведки Армии обороны Израиля. С 1991 по 1995 занимал пост заместителя Начальника Генерального штаба. При его непосредственном участии проведена операция «Соломон» по вывозу эфиопских евреев в Израиль.
В январе 1995 сменил Эхуда Барака на посту Начальника Генерального штаба Армии обороны Израиля. Принимал участие в секретных переговорах с Сирией, в том числе с сирийским начальником генерального штаба.
После ухода из армии занялся политикой, создав вместе с Даном Меридором и Рони Мило «Партию Центра». Претендовал на роль лидера партии, но по опросам общественного мнения этот пост занял Ицхак Мордехай. Занимал посты министра туризма и министра транспорта. На выборах 2001 года присоединился к партии «Исраэль ахат» (избирательный блок партии «Авода»), в том же году Амнон Липкин-Шахак ушёл из кнессета и политической жизни.
Был женат на известной израильской журналистке Тали Липкин-Шахак, отец пятерых детей. Скончался 19 декабря 2012 года в возрасте 68 лет в иерусалимской больнице «Хадасса» от лейкоза.